# 예산 대련사 비로자나불 괘불도
예산 대련사 비로자나불 괘불도(禮山 大蓮寺 毘盧遮那佛 掛佛圖)는 대한민국 충청남도 예산군 광시면, 대련사에 있는 불화이다. 2018년 11월 27일 대한민국의 보물 제2006호로 지정되었다.

## 개요
'예산 대련사 비로자나불 괘불도'는 1750년(영조 26) 축명, 사혜 등 4명의 화승이 조성한 것으로, 세로로 긴 화면에 비로자나불을 중심에 배치하고 좌우에 문수보살과 보현보살을, 아난존자와 가섭존자를 상하로 그려 오존(五尊) 형식을 취한 구도이다. 축명을 비롯해 이 괘불 조성에 참여한 화원들은 대부분 1741년(영조 17) '천안 광덕사 삼세불도 및 괘불도'를 제작한 인물들로서, 얼굴에 비해 좁은 어깨, 뾰족한 육계, 턱이 둥글고 살진 보살의 얼굴, 길쭉한 귀 등에서 공통적인 화풍(畵風)을 찾아 볼 수 있다. 일목요연한 구도와 날씬하고 비례가 적당한 인체표현, 붉은색, 하늘색, 분홍색 등 밝고 부드러운 색채의 사용 등은 18세기 전반 충청도 지역 불화 양식을 계승했음을 잘 보여준다.
19세기 이전 조성된 비로자나불 괘불도는 남아있는 예가 거의 없으며, 현존하는 작품은 석가모니불, 노사나불과 함께 삼신불(三身佛)로 구성된 것이 일반적이다. 이 괘불도는 유례가 드믄 오존(五尊)으로 구성된 작품이자 18세기 중엽 충청도지역의 괘불 제작 경향이 잘 반영된 작품으로서 조선 후기 불화 연구에 중요한 의의가 있다.

## 같이 보기
- 천안 광덕사 삼세불도

## 참고 자료
- 예산 대련사 비로자나불 괘불도 - 국가유산청 국가유산포털